# Clastoptera dimidiata
Clastoptera dimidiata är en insektsart som beskrevs av Fowler 1898. Clastoptera dimidiata ingår i släktet Clastoptera och familjen Clastopteridae. Inga underarter finns listade i Catalogue of Life.